# 背紋毛鼻鯰
背紋毛鼻鯰（学名：Trichomycterus dorsostriatum），為輻鰭魚綱鯰形目毛鼻鯰科的其中一種。分布於南美洲哥倫比亞Villavicencio河流域，體長可達7.7公分。

## 扩展阅读
維基物種上的相關：背紋毛鼻鯰